# سيد علي عدنان
سيد علي سيد عدنان (مواليد 2 يونيو 1984) لاعب كرة قدم بحريني يلعب حاليا لصالح نادي الدرجة الأولى البحرين البحريني في مركز قلب الدفاع من 2002.

## الإنجازات
- الدرجة الثانية (1): 2016

## روابط خارجية
- سيد علي عدنان على موقع Soccerway.com (الإنجليزية)